# Dona Flor e Seus Dois Maridos (minissérie)
Dona Flor e Seus Dois Maridos é uma minissérie brasileira produzida e exibida pela TV Globo de 31 de março a 1 de maio de 1998, em 20 capítulos.
E uma adaptação do romance homônimo de Jorge Amado, escrita por Dias Gomes em colaboração com Ferreira Gullar e Marcílio Moraes, com direção de Rogério Gomes e Carlos Araújo, direção geral de Mauro Mendonça Filho e direção de núcleo de Guel Arraes.
Contou com as atuações de Giulia Gam, Edson Celulari, Marco Nanini, Tássia Camargo, Otávio Augusto, Lúcio Mauro, Chico Díaz e Walderez de Barros.
Apesar da boa audiência, a minissérie sofreu com as comparações com o filme homônimo de 1976, onde os personagens centras (Dona Flor, Vadinho e Teodoro) foram imortalizados respectivamente por Sônia Braga, José Wilker e Mauro Mendonça.

## Enredo
Florípedes Paiva, a Dona Flor, bela professora de culinária da escola Sabor & Arte (que se transforma no trocadilho saborear-te), perde o marido Valdomiro Guimarães, o Vadinho, malandro boêmio, mulherengo e viciado em jogo, em pleno domingo de carnaval em Salvador. De luto fechado, chorosa, ela recorda os altos e baixos desse relacionamento; mas, como ainda é jovem e bonita, desperta a atenção do tímido e corretíssimo farmacêutico Dr. Teodoro Madureira, com quem se casa.
As diferenças entre os maridos são gritantes: se com Vadinho tudo era uma louca "vadiação", com Teodoro o sexo é regular e bem comportado; se com Vadinho o que sentia era emoção e insegurança, com Teodoro a solidez traz uma ponta melancólica de tédio. Até que o fantasma de Vadinho volta do além para se intrometer na relação de Flor e Teodoro.
Paralelamente, outras histórias são contadas, entre eles a disputa entre o bicheiro Neca do Abaeté e o agiota Calabrês pelos pontos de jogo do bicho na região. Seduzida por Vadinho, Celeste, a filha de Calabrês, apaixona-se por Juliana, filha de Neca, paixão proibida que acirra ainda mais a guerra entre os dois. Já Propalato, irmão de Calabrês, administra uma boate no qual a aspirante a cantora Marilda, amiga de Dona Flor, inicia sua carreira.

## Elenco
| Interprete         | Personagem                             |
| ------------------ | -------------------------------------- |
| Giulia Gam         | Florípides Paiva Guimarães (Dona Flor) |
| Edson Celulari     | Valdomiro Santos Guimarães (Vadinho)   |
| Marco Nanini       | Dr. Teodoro Madureira                  |
| Otávio Augusto     | Calabrês                               |
| Lúcio Mauro        | Neca do Abaeté                         |
| Tássia Camargo     | Madona                                 |
| Walderez de Barros | Dona Rosilda Paiva                     |
| Bruno Garcia       | Heitor Paiva                           |
| Virgínia Cavendish | Rosália Paiva Moraes                   |
| Rodrigo Mendonça   | Moraes                                 |
| Myriam Muniz       | Dona Miloca Madureira                  |
| Chico Díaz         | Mirandão                               |
| Ana Cecília Costa  | Marinalva                              |
| Dira Paes          | Celeste                                |
| Cyria Coentro      | Juliana                                |
| Lú Mendonça        | Dora                                   |
| Solange Couto      | Zulmira                                |
| Thalma de Freitas  | Marilda Sampaio                        |
| Ernani Moraes      | Propalato                              |
| Suely Franco       | Norma Sampaio                          |
| João Acaiabe       | José Sampaio (Sampaio)                 |
| Cláudia Liz        | Noêmia Lemos Couto                     |
| Serafim Gonzalez   | Agnelo Lemos Couto                     |
| Elizabeth Hartmann | Albertina Lemos Couto                  |
| Aloísio de Abreu   | Alberto Lemos Couto                    |
| Cláudio Mamberti   | Máximo                                 |
| Otávio Müller      | Robato Filho                           |
| Jackson Costa      | Anacreon                               |
| Edson Montenegro   | Arigof                                 |
| Frank Menezes      | Cachorrão                              |

### Participações especiais
| Interprete          | Personagem             |
| ------------------- | ---------------------- |
| Francisco Cuoco     | Delegado Garcia        |
| Oscar Magrini       | Pablo                  |
| Lília Cabral        | Violeta                |
| Milton Gonçalves    | Padre Clemente         |
| Floriano Peixoto    | Otoniel Lopes Bragança |
| Maria Regina Caldas | Cordélia               |
| Chica Xavier        | Mãe Dinorá             |
| Yaçanã Martins      | Mãe Aritana            |
| Maria Helena Pader  | Juiza Rejane Medrado   |
| Harildo Deda        | Delegado Juarez        |
| Cândido Damm        | Melado                 |
| Ana Paula Botelho   | Lourdes                |
| Antônio Fragoso     | repórter de TV         |
| Gisele Fraga        | amante de Vadinho      |
| Cao Albuquerque     | ele mesmo              |
| Daniela Mercury     | ela mesma              |
| Ivete Sangalo       | ela mesmo              |
| Ricardo Chaves      | ele mesmo              |
| Banda Eva           | eles mesmos            |
| Banda Didá          | elas mesmas            |

## Produção
Uma das locações da minissérie foi na cidade de Bananal, utilizando como cenário a Pharmácia Popular, um estabelecimento e museu local.

## Trilha sonora
A minissérie contou com as seguintes canções:
- "A Latinha", Carlinhos Brown
- Cada Macaco no Seu Galho", Caetano Veloso
- "Caminhos do Camarim", Carlinhos Brown
- "Derradeira Primavera", Caetano Veloso
- "Espere por mim Morena", Emílio Santiago
- "Eu e a Brisa", João Gilberto
- "Eu Sonhei que tu Estavas Tão Linda", Oswaldo Montenegro
- "Feijão de Corda", Daniela Mercury
- "Flores", Banda Eva
- "Hoje Eu Só Quero Sair Só", Lenine
- "Medo de Amar n° 2", Cauby Peixoto
- "No Tabuleiro da Baiana", João Bosco e Daniela Mercury
- "Nunca Mais", Fafá de Belém
- "Olha Maria", Chico Buarque
- "O Que Será (A Flor da Terra)", Gal Costa e Caetano Veloso
- "Rosa", Marisa Monte
- "São Salvador", Dorival Caymmi
- "Toda Menina Baiana", Gilberto Gil
- "Toda Sexta-Feira", Belô Velloso
- "Vamos Fugir", Daúde e Djavan
- "Vapor Barato", Gal Costa e Zeca Baleiro

## Exibição
Foi reprisada entre 4 a 21 de junho de 2002 pela TV Globo, em 16 capítulos. Também foi reapresentada no festival Luz, Câmera, 50 Anos nos dias 12 e 14 de maio de 2015, em formato de longa-metragem divido em duas partes, sucedendo A Cura, em comemoração aos cinquenta anos da TV Globo.
Foi reexibida na íntegra pelo Viva de 18 de janeiro a 14 de fevereiro de 2011, substituindo Chiquinha Gonzaga e sendo substituída por Sex Appeal. Foi reexibida novamente na íntegra pelo Viva de 7 de fevereiro a 5 de março de 2012, substituindo O Tempo e o Vento e sendo substituída por Os Maias. Foi reexibida novamente na íntegra pelo Viva de 10 de maio a 20 de setembro de 2020, substituindo a Engraçadinha: Seus Amores e Seus Pecados e sendo substituida por Anos Dourados.